# Puškīnskaja (metropolitana di Minsk)
La stazione Puškīnskaja (Пушкінская; in russo Пушкинская?, Puškinskaja) è una stazione della metropolitana di Minsk, posta sulla linea Aŭtazavodskaja.